# 申特 (內布拉斯加州)
申特（英語：Center）是一個位於美國內布拉斯加州諾克斯縣的村。根據2010年美國人口普查，該地共人口94人，而該地的面積約為0.27平方千米。同時該地也是諾克斯縣的縣治。

## 地理
申特的座標為42°36′32″N 97°52′34″W / 42.60889°N 97.87611°W，而該地的平均海拔高度為425米（即1394英尺）。